# Oscillazione artica

L'andamento dell'Indice AO tra gli anni 1899 e 2011

Rappresentazione schematica della fase positiva e negativa dell'indice AO

L'oscillazione artica (inglese: Arctic Oscillation) o indice AO è un indice descrittivo che fa parte delle teleconnessioni atmosferiche. Detto indice varia in modo non stagionale e senza particolari periodicità. 
L'indice AO è calcolato in base alla differenza di pressione tra l'artico e le medio-basse latitudini, generalmente comprese tra il 37º e il 45º parallelo. La differenza di pressione tra l'artico e le medie latitudini descrive la forza del vortice polare.
L'indice AO è strettamente collegato all'indice NAM.
L'oscillazione tra le pressioni a livello del mare a latitudini polari e temperate è stata identificata da Edward Lorenz e definitivamente accettato nel 1998 da David WJ Thompson e John Michael Wallace.
La strutturazione del vortice polare è particolarmente importante in inverno, quando determina le sorti meteorologiche di Europa, Asia centrosettentrionale e America settentrionale, determinando quanto l'aria fredda del vortice polare è in grado di influenzare il clima delle medie latitudini.
Si caratterizza da due fasi: fase positiva e fase negativa.

## Fase positiva
Gradiente positivo ovvero alta pressione alle medie latitudini e bassa pressione alla latitudini polari. Questo determina un vortice polare particolarmente profondo e attivo che spinge le correnti occidentali in modo particolarmente forte; queste risultano tese, poco ondulate e ciò limita gli scambi di calore. Il freddo viene concentrato alle alte latitudini e in particolare sull'Europa dominano le miti correnti atlantiche occidentali.

## Fase negativa
Gradiente negativo ovvero bassa pressione alle medie latitudini e alta nelle regioni polari. Il vortice polare è quindi destabilizzato. A seconda dell'ampiezza del fenomeno il vortice polare può semplicemente ellitticizzarsi o arrivare a scindersi in due o anche tre parti (splitting del vortice polare). Queste parti emigrano a sud causando severe ondate di freddo alle medie latitudini.